# Малула, Жозеф
Жозеф-Альбер Малула (фр. Joseph-Albert Malula; 12 декабря 1917, Леопольдвиль, Бельгийское Конго — 14 июня 1989, Лёвен, Бельгия) — первый конголезский кардинал. Титулярный епископ Аттанасуса и вспомогательный епископ Леопольдвиля со 2 июля 1959 по 7 июля 1964. Архиепископ Леопольдвиля с 7 июля 1964 по 30 мая 1966. Архиепископ Киншасы с 30 мая 1966 по 14 июня 1989. Председатель Симпозиума епископских конференций Африки и Мадагаскара (S.C.E.A.M.) с 1984 по 1987. Кардинал-священник с титулом церкви Санти-Протомартири-а-Виа-Аурелия-Антика с 29 апреля 1969. 